# Ağamirzə Əhmədov
Ağamirzə Mirzalı oğlu Əhmədov (ur. 1905 we wsi Əngəxaran w guberni bakijskiej, zm. 1964 w Baku) – działacz partyjny i państwowy Azerbejdżańskiej SRR.

## Życiorys
W latach 1925–1929 uczył się w szkole budownictwa radzieckiego i partyjnego w Baku, 1932-1934 w Bakijskim Instytucie Marksizmu-Leninizmu, a 1939-1941 w Wyższej Szkole Organizatorów Partyjnych przy KC WKP(b), od 1928 należał do WKP(b). W 1934 został zastępcą szefa wydziału politycznego Stacji Maszynowo-Traktorowej, później był sekretarzem rejonowych komitetów Komunistycznej Partii (bolszewików) Azerbejdżanu w Lenkoranie, Zəngilanie i Şəmkirze, 1941-1943 był zastępcą szefa Wydziału Politycznego Kolei Zakaukaskiej, a 1943-1944 II sekretarzem Nachiczewańskiego Komitetu Obwodowego KP(b)A. Później kierował Wydziałem Transportowym Komitetu Miejskiego KP(b)A w Baku, następnie pełnił funkcje partyjne w Nachiczewańskiej ASRR, w 1949 był I sekretarzem Kubinskiego Komitetu Rejonowego KP(b)A, od września 1949 do 1950 I sekretarzem Komitetu Miejskiego KP(b)A w Kirowabadzie, a od 26 marca 1951 do 18 kwietnia 1953 przewodniczącym Rady Najwyższej Azerbejdżańskiej SRR. Został odznaczony Orderem Czerwonego Sztandaru Pracy i Orderem Wojny Ojczyźnianej.